# Super Bowl XXXIX
La Super Bowl XXXIX fue la 39.ª edición del campeonato de la National Football League de Estados Unidos. El juego se celebró en el Alltel Stadium de la ciudad de  Jacksonville (Florida) el 6 de febrero de 2005. Los New England Patriots vencieron a los Philadelphia Eagles por marcador de 24 puntos a 21, consiguiendo así su tercera victoria en el Super Bowl de la NFL en un período de cuatro años.
También son el más reciente bicampeón de la liga, desde que lo hicieran los
Denver Broncos en 1998 y 1999. El receptor Deion Branch de los Patriots fue nominado el Jugador Más Valioso del partido. 
El espectáculo del intermedio consistió en una presentación del cantante británico Paul McCartney.
El encuentro fue retransmitido en 222 países y en 31 lenguas diferentes y alcanzó una audiencia de 86 100 000 espectadores en todo el mundo. Como curiosidad, 30 segundos de publicidad costaban alrededor de 2.4 millones de dólares.